# 德默莱兹噬菌体科
德默莱兹噬菌体科（学名：Demerecviridae）为有尾噬菌体目的一科病毒。

## 下属分类
- Ermolyevavirinae亚科
- Markadamsvirinae亚科
- Mccorquodalevirinae亚科

德默莱兹噬菌体科下未指定亚科的属：
- Novosibvirus属
- Pogseptimavirus属
- 深圳病毒属 Shenzhenvirus
- Sugarlandvirus